# David Barrufet
David Barrufet, né le 4 juin 1970 à Barcelone, est un ancien joueur espagnol de handball, évoluant au poste de gardien de but. Il prend sa retraite sportive en juin 2010 après une carrière sous le maillot du FC Barcelone commencée à 14 ans et terminée à 40 ans, soit 26 ans dans son club de toujours. En son honneur, le club blaugrana a d'ailleurs retiré le numéro de maillot qu'il portait, le no 16. Ayant obtenu un diplôme en droit, il devrait intégrer le service juridique du FC Barcelone.

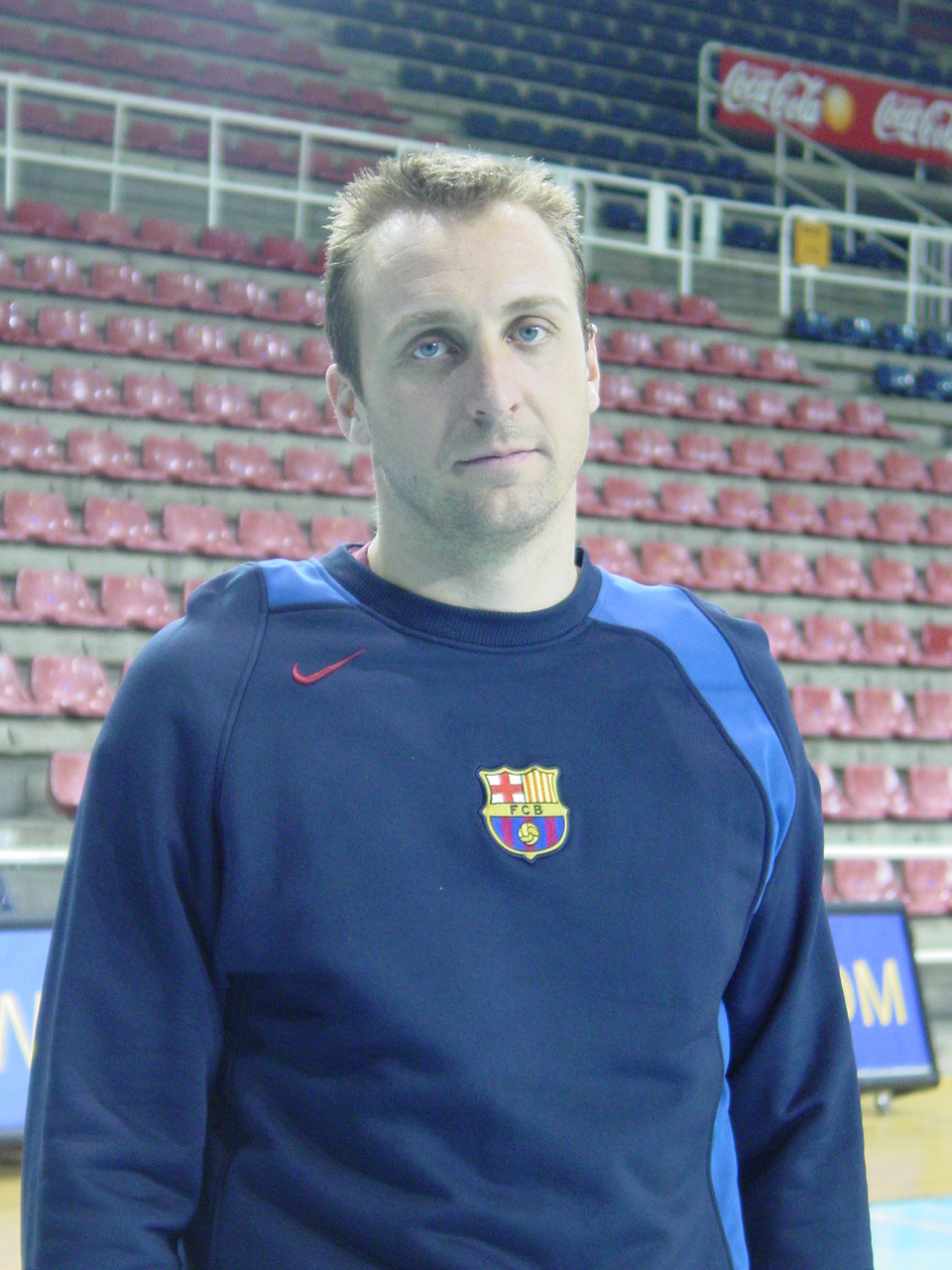
David Barrufet en 2005

## Palmarès[2]

### Club
compétitions internationales
- Vainqueur de la Ligue des champions (7) : 1991, 1996, 1997, 1998, 1999, 2000, 2005
  - Finaliste en 1990, 2001, 2010
- Vainqueur de la Coupe d'Europe des vainqueurs de coupe (2) : 1994, 1995
- Vainqueur de la Supercoupe d'Europe (5) : 1997, 1998, 1999, 2000, 2004
- Vainqueur de la Coupe de l'EHF (1) : 2003

compétitions nationales
- Vainqueur du Championnat d'Espagne (11) : 1989, 1990, 1991, 1992, 1996, 1997, 1998, 1999, 2000, 2003, 2006
- Vainqueur de la Coupe du Roi (10) : 1990, 1993, 1994, 1997, 1998, 2000, 2004, 2007, 2009, 2010
- Vainqueur de la Coupe ASOBAL (6) : 1995, 1996, 2000, 2001, 2002, 2010
- Vainqueur de la Supercoupe d'Espagne (13) : 1989, 1990, 1991, 1992, 1994, 1997, 1998, 2000, 2001, 2004, 2007, 2009, 2010

### Sélection nationale
- Jeux olympiques[3]
  -  Médaille de bronze aux Jeux olympiques 2000 de Sydney,  Australie
  -  Médaille de bronze aux Jeux olympiques 2008 de Pékin,  Chine
  - 5e place aux Jeux olympiques 1992 de Barcelone,  Espagne
  - 7e place aux Jeux olympiques 2004 d'Athènes,  Grèce

- Championnat du monde
  -  Médaille d'or au Champion du monde 2005,  Tunisie
  - 4e place au Champion du monde 1999,  Égypte
  - 5e place au Champion du monde 2001,  France
  - 7e place au Champion du monde 2007,  Allemagne
  - 11e place au Champion du monde 1995,  Islande

- Championnat d'Europe
  -  Médaille d'argent au Championnat d'Europe 1996,  Espagne
  -  Médaille d'argent au Championnat d'Europe 1998,  Italie
  -  Médaille de bronze au Championnat d'Europe 2000,  Croatie
  -  Médaille d'argent au Championnat d'Europe 2006,  Suisse

- Championnat du monde junior
  -  Médaille d'argent au Championnat du monde junior 1989

### Distinctions individuelles
- Élu meilleur gardien du championnat du monde 2001[4]
- Élu meilleur gardien du championnat d'Espagne : 2003 et 2004[5]
- Record de sélections en équipe nationale d'Espagne avec 280 matchs joués[6]